# Kunos Simulazioni
Kunos Simulazioni s.r.l. est un studio de développement de logiciels italien spécialisé dans la création de simulations de conduite.

## Description
La société, dont le siège se trouve sur le circuit  de Vallelunga, près de Rome, a été créée en 2005 dans le but de développer des logiciels répondant à des besoins variés, allant des solutions pour les équipes de course professionnelles aux logiciels grand public,.
Le dernier titre majeur du studio, Assetto Corsa, est sorti le 19 décembre 2014 sur Microsoft Windows et a été salué par la critique dès sa sortie,. Une version console d' Assetto Corsa pour la PlayStation 4 et la Xbox One en partenariat avec l'éditeur 505 Games a été annoncée en juin 2015 et est sortie en août 2016.
La société a été rachetée par la société mère de 505, Digital Bros S.p.A., en 2017.
En février 2018, la société a annoncé Assetto Corsa Competizione, un nouveau titre avec la licence officielle Blancpain GT Series, qui est sorti le 12 septembre 2018 dans le programme Steam Early Access. Une sortie sur console a été annoncée pour le 23 juin 2020.

## Jeux développés
| Année | Titre                          | Plateforme                                                                 | Références |
| ----- | ------------------------------ | -------------------------------------------------------------------------- | ---------- |
| 2006  | netKar Pro (en)                | Microsoft Windows                                                          | ,          |
| 2007  | Marangoni Hill Climb Simulator | Microsoft Windows                                                          | ,          |
| 2009  | Trofeo Abarth 500              | Microsoft Windows                                                          | ,          |
| 2010  | Ferrari Virtual Academy (en)   | Microsoft Windows                                                          | ,          |
| 2014  | Assetto Corsa                  | Microsoft Windows, PlayStation 4, Xbox One                                 | ,          |
| 2019  | Assetto Corsa Competizione     | Microsoft Windows, PlayStation 4, Xbox One, PlayStation 5, Xbox Series X/S | ,          |
| 2025  | Assetto Corsa EVO              | Microsoft Windows, PlayStation 5, Xbox Series X                            | [ 17 ]     |